# Full Moon (музичка група)
Фул мун (енгл. Full Moon) је била српска хип-хоп група из Београда. Групу су основали репери Иван Ивановић Ђус и Борис Борисогљепски Шорти, 1995. године.
Након оснивања групе, поред Ђуса и Шортија у групи су се нашли Миша и Сале, који гостују на неколико песама овог састава.
После неколико снимљених песама, Ђус се упознаје са људима из групе Belgrade posse, која је била једна од водећих хип-хоп група у Србији и уз помоћ њих Фул мун избацује хит-сингл Размисли. Ово је била прва песма која је два пута за редом емитована у српској хип-хоп емисији Гето и ушла је на четврто место музичке топ листе 1995. године, док су испред ње са песмама били само афирмисани извођачи. Песма Размисли се нашла на компилацији Црни је звук за сваки струк 1997. године у издању Комуне, као и на многим другим компилацијама, што групу Фул мун афирмише још више.
Након упознавања чланова окупљених око црногорске хип-хоп групе Монтенигерс, између њих се остварује сарадња у виду појављивања Ђуса и Шортија у њиховом споту „Ducka dizel“ што додатно афирмише Фул мун. Непосредно након тога, Фул мун избацује албум На нивоу, 1998. године, који излази на касети и компакт-диску у издању Ценотросцене,а са две, уједно и најпопуларније песме снимљени су спотови Ја се враћам у свој храм и за песму И када знам.Са овим албумом, тврдог андерграунд звука постижу велики успех, а нарочито са хит синглом Ја се враћам у свој храм у drum and bass верзији, што је била уједно и прва drum and bass песма у Србији.Песме Фул муна појављивале су се на више телевизијских канала и у многим музичким емисијама у Србији.
После великог броја наступа у Београду и целој Србији, Фул мун гостује на Дунав Фесту у Немачкој, заједно са репером Груом.
Наком паузе током Нато бомбардовања СРЈ, Фул мун се успешно враћа на сцену концертом у Дому омладине у Београду и као предгрупа на концерту групе DAS EFX из Бруклина.
Након што се одлучује на соло пројекте Иван Ивановић Ђус и Шорти се разилазе, а групе Фул мун престаје да постоји 2001. године.

## Дискографија

### Албуми
- На нивоу (1998)

### Синглови
- Размисли (1995)
- Ја се враћам у свој храм (1998)

## Гостовање на компилацијама
- Црни је звук за сваки струк, са песмом Размисли (1997)
- Ритам и поезија, са песмом Ја се враћам у свој храм (1998)
- , са песмом Ја се враћам у свој храм (1998)
- Предсказање, са песмом Проклетство (1998)
- , са песмом Размисли ('98 ремикс) (1998)
- , са песмом Снови су предсказање (1998)